# Haven (Gouda)
De Haven in de Nederlandse stad Gouda is een waarschijnlijk in de 14e eeuw gegraven verbinding tussen de Hollandse IJssel en de Gouwe.
Beide straten ter weerszijden van de Haven ontwikkelden zich tot de twee voornaamste straten Gouda met veel patriciërswoningen. De westzijde van de Haven werd de Westhaven genoemd en de oostzijde de Oosthaven.
Al het scheepvaartverkeer in Holland van het zuiden naar het noorden diende, vanwege aan de stad Gouda verleende privileges, gebruik te maken van deze verbinding. Door de lange wachttijden voor het scheepvaartverkeer, dat via de Havensluis en de Amsterdamse sluis van de IJssel naar de Gouwe werd geleid en omgekeerd, profiteerde de plaatselijke bedrijvigheid optimaal van de doorvaart door de stad. Zo was in het oudste huis van de stad aan de Westhaven een zeilmakerij gevestigd. Later kwamen er andere verbindingen tussen de Gouwe en de IJssel, die voor minder oponthoud zorgden (de Mallegatsluis en de Julianasluis). Door beschermingsconstructies werden schippers nog lang verplicht enkele dagen in Gouda aan de wal te liggen. Drie eeuwen lang wist Gouda maximaal te profiteren van deze 'waterrechten', maar halverwege de 18e eeuw was dit afgelopen.
Tot 1577 lag, ter bescherming van de toegang van de IJssel tot de Gouwe, op de zuidoost punt van de Haven het kasteel van Gouda. Op deze plaats staat nu - op de fundering van het voormalige kasteel - de molen op de Punt. In 1572 streden de geuzen, onder leiding van jonkheer van Swieten, om het bezit van het kasteel. Vanaf de Westhaven (ter hoogte van de brouwerij 'het Ossenhoofd') en vanaf de Spieringstraat bedreigden zij het kasteel met hun geschut. Al in 1577 besloot het stadsbestuur tot afbraak van het kasteel.
Halverwege de Haven lag, aan de westzijde, ten behoeve van het varensvolk de kapel ter Nood Gods, die in 1578 werd afgebroken. De huidige Korte en Lange Noodgodstraat herinneren nog aan deze kapel.
Door de ligging aan het water was de Haven zeer geschikt voor de vestiging van bierbrouwerijen. Van de 126 in 1588 aanwezige brouwerijen lag meer dan de helft aan de Haven (46 aan de Oosthaven en 33 aan de Westhaven).
Veel bekende Gouwenaars hebben aan de Haven gewoond. Zo woonde de patriot en historicus Cornelis Johan de Lange van Wijngaarden (de commandant van het vrijcorps, dat prinses Wilhelmina tegenhield en vasthield bij Goejanverwellesluis) in een huis aan de Westhaven. De humanist Dirck Volkertsz. Coornhert overleed in een huis aan de Oosthaven.
Aan de Westhaven bevond zich het museum 'De Moriaan'. Aan de Oosthaven bevindt zich het Museum Gouda, dat gevestigd is in een voormalige gasthuis - het Catharina Gasthuis - met bijbehorende kapel. Deze kapel heeft dienstgedaan als gasthuiskapel, maar ook als kerk, kort na de hervorming, voor de gereformeerden en daarna voor achtereenvolgens de contraremonstranten, de Waalse gemeente en de rooms-katholieken.